# 舊金山纜車
舊金山纜車系統（英語：San Francisco cable car system）是舊金山市內的地面缆车交通系統，是歷史最悠久的循環式地面缆车，也是舊金山城市轨道交通系統的一部分。舊金山纜車系統現在共有三條路線。由於覆蓋範圍狹小加上票價高昂（一次8美元），所以纜車的主要乘客多是觀光客。

## 歷史
纜車系統是由安德魯·史密斯·哈利迪 (Andrew Smith Hallidie)
所設計，哈利迪在英國出生，他的父親是倫敦纜索的製造商，也是英國第一位有纜索專利的人士。1852年，哈利迪來到美國，在內華達山脈金礦區運用纜索，設計製造了跨河的吊橋，並從中發現了另一項用途，就是將地底沈重的礦車，以纜索拉上地面。
後來哈利迪來到舊金山，1869年夏天哈利迪看見山上的五匹馬因不堪重負而倒地斃命，於是利用其纜索製造上的專業技能，聯想設計出舊金山纜車，並於1873年問世。到1890年代，舊金山已有八家運輸公司，提供六百輛，涵蓋21條路線，全長52.8英里的纜車系統，為市民之大眾運輸服務。
1906年舊金山發生大地震，舊金山市區破壞嚴重，纜車也不例外的全面損毀，之後雖修復了部份路線，但市政府卻有意用電車及汽車取代纜車。最後因為市民對纜車的深厚感情及其歷史意義，保留了其中三條路線，並於1981至1984年間修復。這三條路線即為跑华-梅森線、跑华-海德線及加利福尼亞街線，由MUNI經營，至今共有40輛纜車。

## 運行原理
纜車軌道於地下設置钢丝绳，利用驱动站以巨大的驱动机捲動绳环牽引纜車前進。纜索由114股钢丝捻制而成，在7公分深的槽溝內運作，而駕駛员則利用握柄操縱抱索器，以時速10英里的速度前進。當要停車時，駕駛只要推动握柄鬆開抱索器即可。

### 钢丝绳与抱索器
地面缆车可通过抱索器与两条走行轨之间开口槽中的牵引索挂接，并在其驱动下沿轨道运行。 牵引索直径1.25英寸（3.2），由驱动站510匹馬力（380千瓦特）电力驱动机及数个可自调整的绳轮带动，以9.5英里每小時（15.3每小時）的速度恒速运行。 其钢丝绳为6股由19根钢丝组成的钢股围绕剑麻制成的绳芯捻制而成。为了便于挂接，钢丝绳表面涂有合成润滑剂以减少磨损与摩擦。松焦油一度也被用做钢丝绳的润滑剂。 运行时，驾驶员通过控制抱索器与牵引索挂接或脱开便可使车辆获得动力。在挂接时，抱索器最大可对牵引索施加30,000磅力每平方英寸（210,000千帕斯卡）的压力。由于磨损迅速，抱索器每隔三天便需要更换抱卡。
整个缆车系统共有四条独立的绳环：海德街与梅森街各有一条16,000-英尺（4,900-）与10,300-英尺（3,100-）的钢丝绳，跑华街有一条9,300-英尺（2,800-）的钢丝绳，加利福尼亚街有一条21,000-英尺（6,400-） 的钢丝绳。

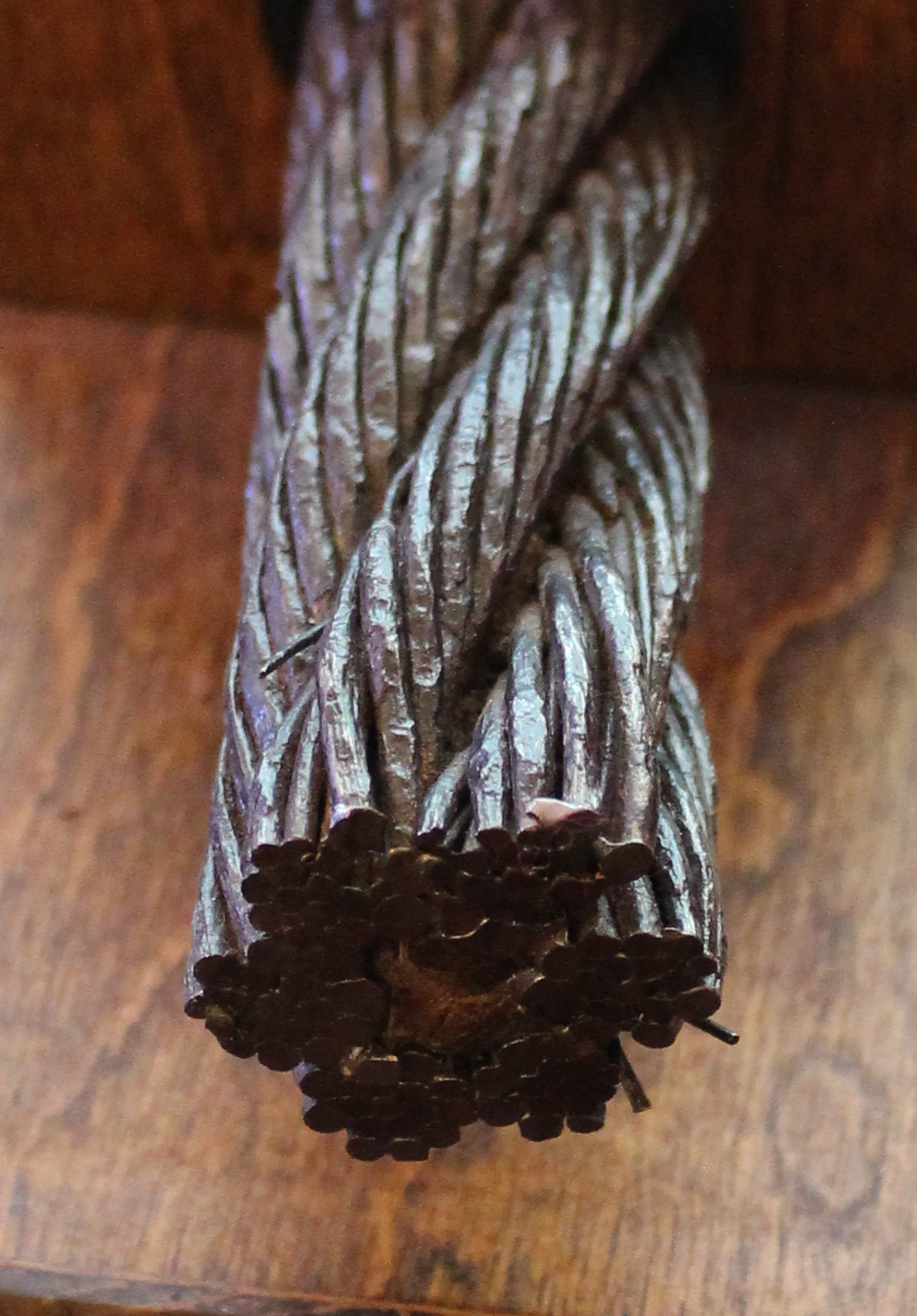
一条20世纪初曾在海斯街使用的钢丝绳
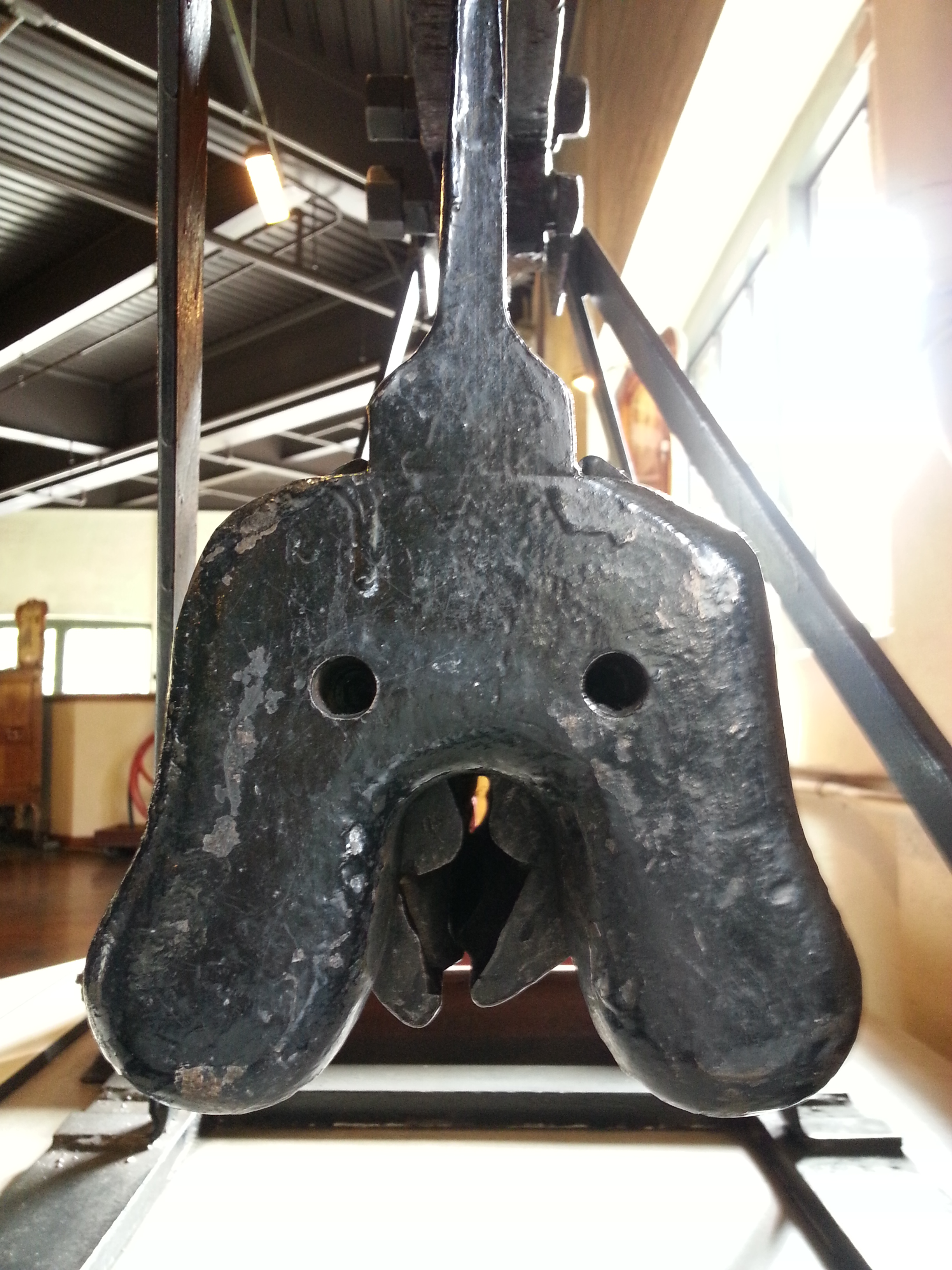
挂接状态下的抱卡
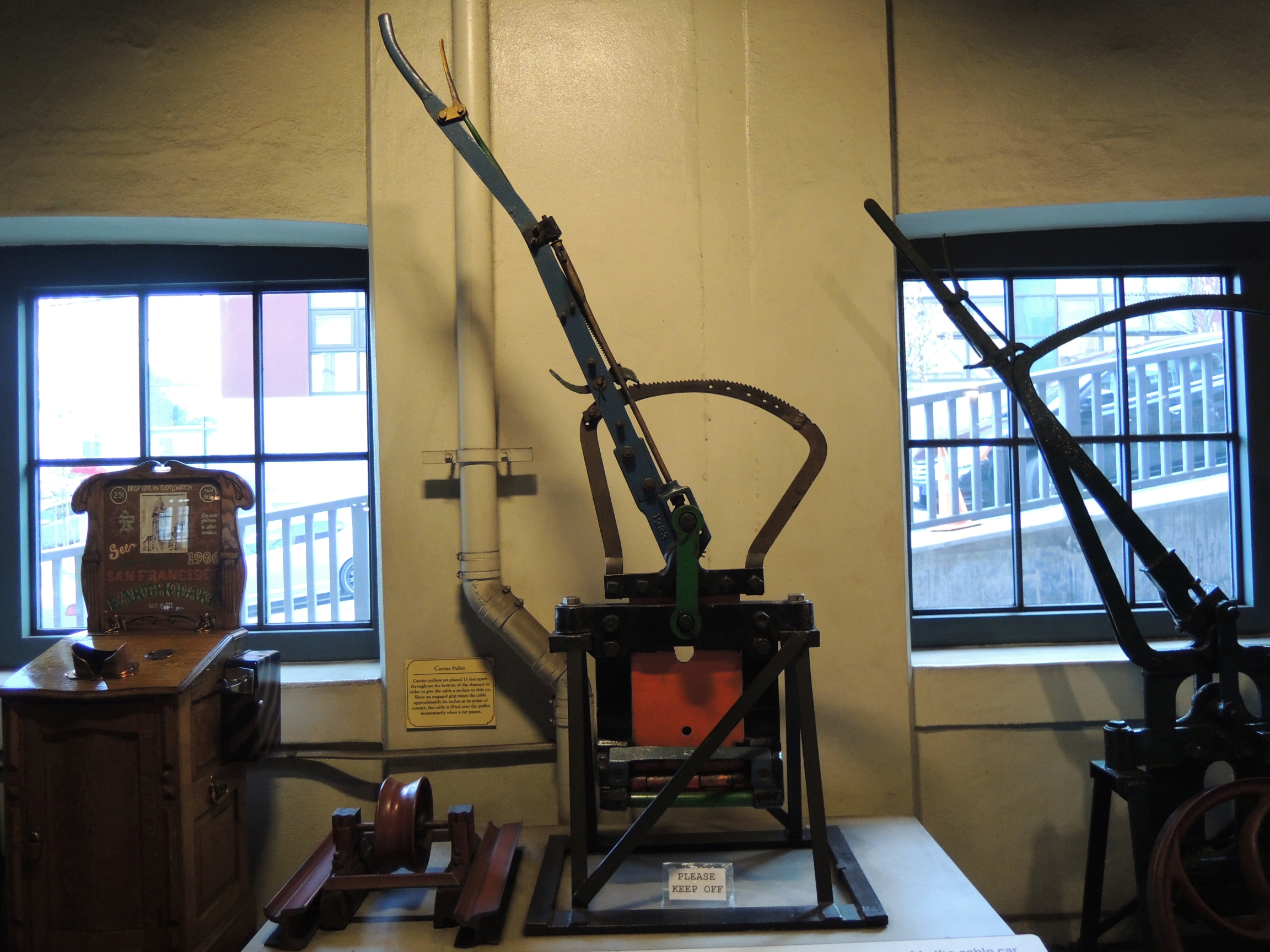
缆车的抱索器
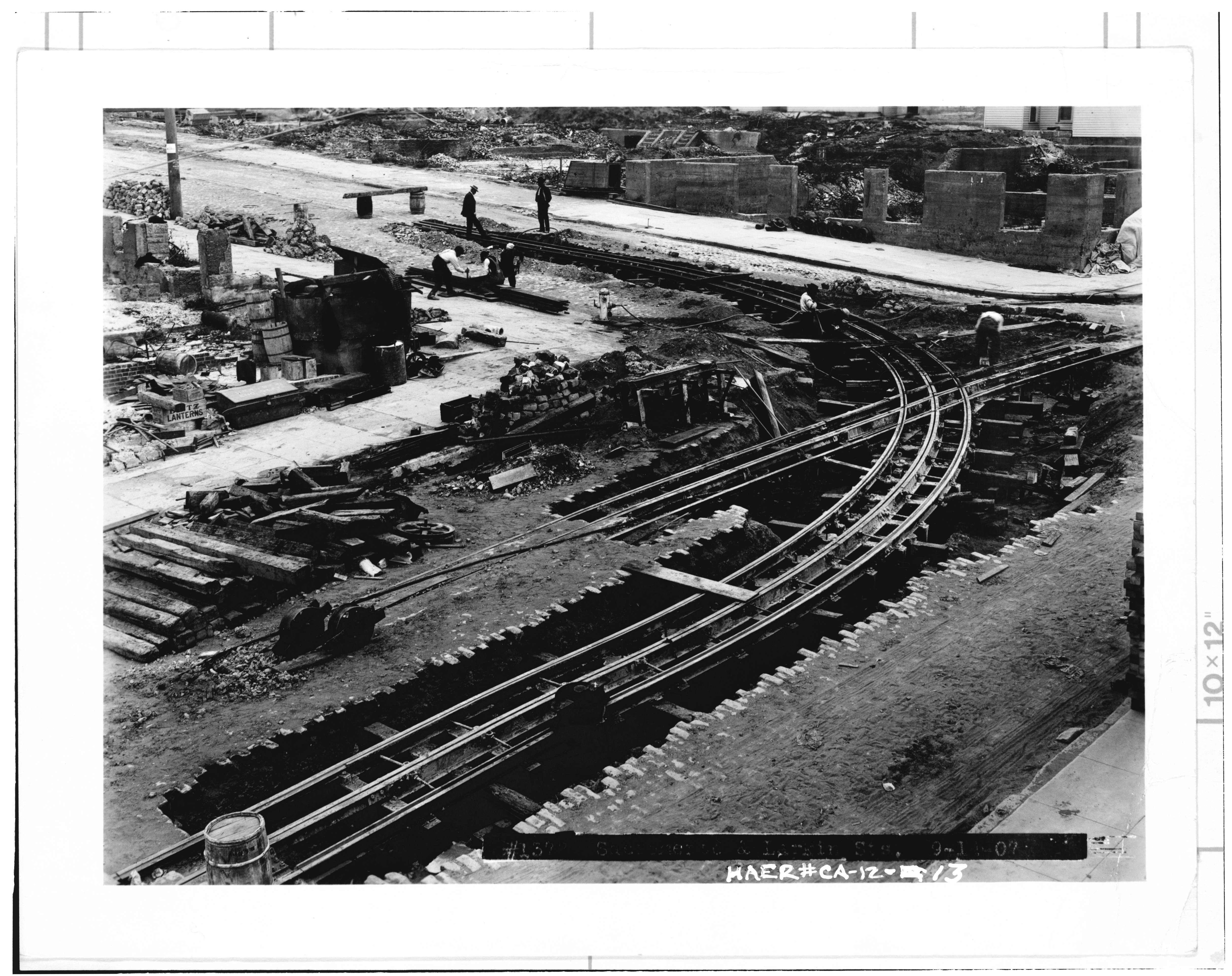
1907年的缆车工地

### 制动

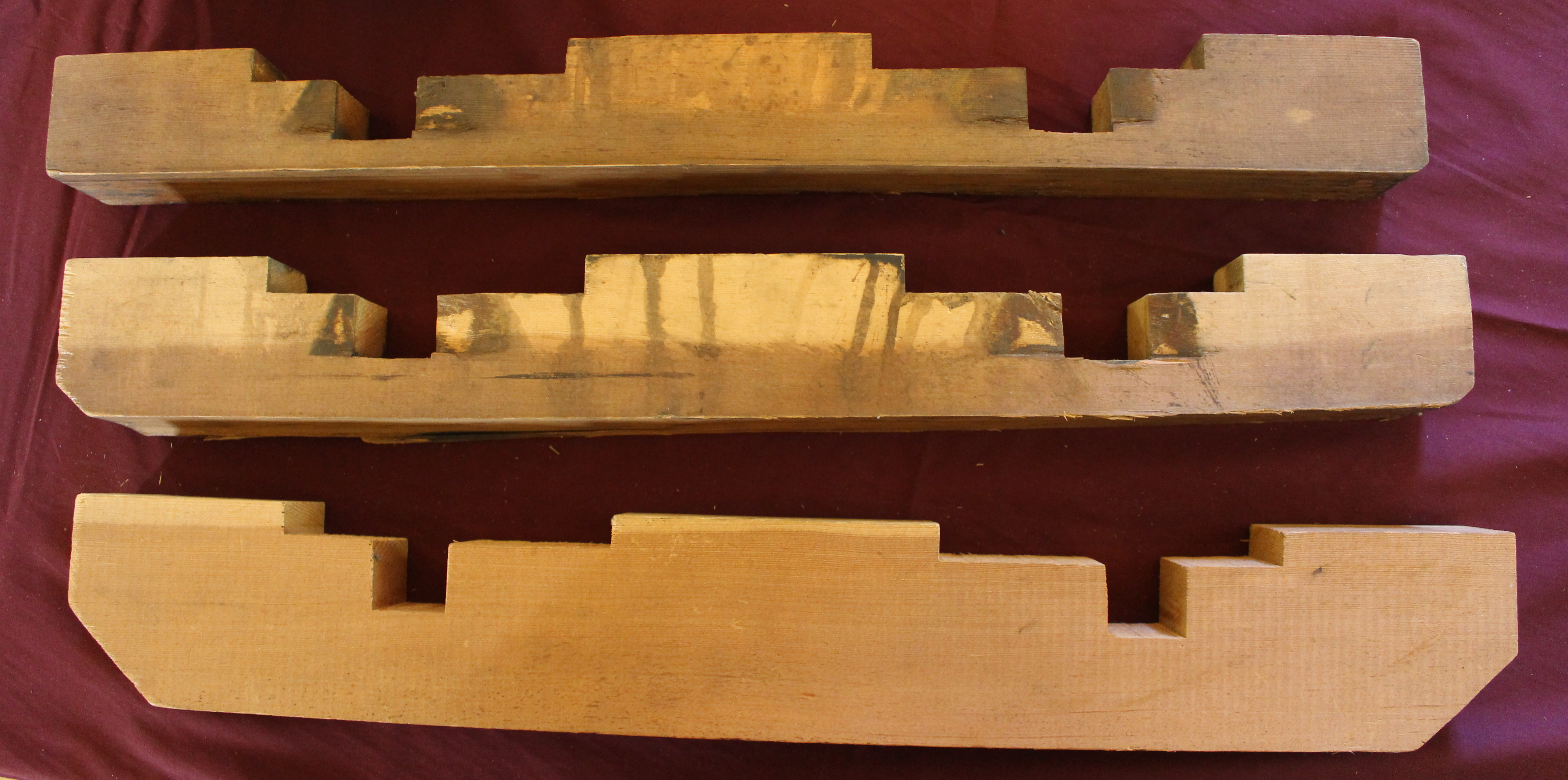
不同磨损程度下的磨耗板

除了通过在下坡时挂接牵引索外，缆车共有三种独立的制动方式：
- 踏面制动：旧金山缆车前后转向架的踏面制动是独立控制的，在跑华-梅森线与跑华-海德线的单端缆车上，驾驶员通过制动踏板控制前转向架的踏面制动，售票员通过车尾的手制动机手摇把控制后转向架的踏面制动；加利福尼亚街线的双端缆车则需由驾驶员和售票员分别控制两端的制动踏板[10]。
- 轨道制动：驾驶员可通过制动手柄使木制的磨耗板与轨面摩擦产生制动[7]。施加时，乘客常能闻到四块由蒙特利冷杉木制成的磨耗板产生的糊味[11]。由于磨损严重，磨耗板仅能使用数日便须更换[10]。
- 紧急制动：驾驶员可通过红色的紧急制动手柄将一块与车辆相连的1.5英寸厚、18英寸长的钢条插入地面上的开口槽中，从而使缆车快速停止运行[10]。由于紧急制动会使钢条死死嵌入开口槽中，通常需要使用气割才能将其移除[10]。

### 电气系统
多年来，缆车先后加装了头灯、车内照明灯、GPS、行车记录仪等电气设备。但由于缆车没有发电装置，所有电气设备均需通过车载电瓶驱动，车辆在回库后需为电瓶充电。2018年，缆车内外照明的白炽灯被统一换成LED灯，此举不仅改善了驾驶员的视野，同时也节省了电瓶电力的消耗。

## 路线

旧金山缆车路线图

目前旧金山的缆车共有三条线路：
- 跑华-梅森线（59路）[13]南段与跑华-海德线共线，线路从跑华街站旁的缆车总站一直持续上坡直至加利福尼亚街。穿过加利福尼亚街后，线路开始下坡。在经过三个街区后，上下行线路彼此分开，下行线路从华盛顿街向东汇入，而上行线路则再继续向北一个街区后再向西拐进杰克逊街。在到达梅森街后，线路右转并沿梅森街继续下坡，至哥伦布大道后沿哥伦布大道向西北延伸，随后向北转入泰勒街直至旧金山渔人码头附近的缆车终点站并与转车盘连接。

- 跑华-海德线（60路）[13]南段与跑华-梅森线共线，线路从跑华街站旁的缆车总站一直持续上坡直至加利福尼亚街。穿过加利福尼亚街后，线路开始下坡。在经过三个街区后，上下行线路彼此分开，下行线路从华盛顿街向东汇入，而上行线路则再继续向北一个街区后再向西拐进杰克逊街。在与跑华-梅森线分离后，线路继续向西延伸，在到达海德街后向北下坡，此处的坡度为21%，是旧金山缆车最陡的路轨。到达海滩街后，线路稍向左转，进入缆车终点站并与转车盘连接。

- 加利福尼亚街线（61路）[14]全线行驶于加利福尼亚街上，线路东起市场街，在运行至诺布山山顶后缓缓下坡并止于至范尼斯大道。范尼斯大道西侧的线路已于1954年停止运行[15][16]。不同于跑华-梅森线与跑华-海德线，加利福尼亚街线使用的是双端的缆车，驾驶员可在任意一端操作，因此线路两端无需设置转车盘，缆车在进入终点站后可直接反向驶离。

此外，在加利福尼亚街与华盛顿街之间有一条沿海德街铺设的联络线，该联络线将跑华-海德线与加利福尼亚街线连通，以供加利福尼亚街线的缆车出入车库使用。

## 现役车辆
旧金山缆车系统目前共有缆车40辆，其中28辆为单端缆车，12辆为双端缆车 ，每日出车27辆，在40辆车中轮换使用。
| 车号 | 运行线路                | 建造年份 | 制造厂商      | 形式 | 定员 | 照片 |
| ---- | ----------------------- | -------- | ------------- | ---- | ---- | ---- |
| 1    | 跑华-梅森线/跑华-海德线 | 1973     | Muni          | 单端 | 60   |      |
| 2    | 跑华-梅森线/跑华-海德线 | 1893     | Carter Bros.  | 单端 | 60   |      |
| 3    | 跑华-梅森线/跑华-海德线 | 1893     | Carter Bros.  | 单端 | 60   |      |
| 4    | 跑华-梅森线/跑华-海德线 | 1994     | Muni          | 单端 | 60   |      |
| 5    | 跑华-梅森线/跑华-海德线 | 1893     | Carter Bros.  | 单端 | 60   |      |
| 6    | 跑华-梅森线/跑华-海德线 | 1893     | Carter Bros.  | 单端 | 60   |      |
| 7    | 跑华-梅森线/跑华-海德线 | 1893     | Carter Bros.  | 单端 | 60   |      |
| 8    | 跑华-梅森线/跑华-海德线 | 1893     | Carter Bros.  | 单端 | 60   |      |
| 9    | 跑华-梅森线/跑华-海德线 | 1997     | Muni          | 单端 | 60   |      |
| 10   | 跑华-梅森线/跑华-海德线 | 1893     | Carter Bros.  | 单端 | 60   |      |
| 11   | 跑华-梅森线/跑华-海德线 | 1893     | Carter Bros.  | 单端 | 60   |      |
| 12   | 跑华-梅森线/跑华-海德线 | 1893     | Carter Bros.  | 单端 | 60   |      |
| 13   | 跑华-梅森线/跑华-海德线 | 1991     | Muni          | 单端 | 60   |      |
| 14   | 跑华-梅森线/跑华-海德线 | 1964     | Muni          | 单端 | 60   |      |
| 15   | 跑华-梅森线/跑华-海德线 | 1893     | Carter Bros.  | 单端 | 60   |      |
| 16   | 跑华-梅森线/跑华-海德线 | 1990     | Muni          | 单端 | 60   |      |
| 17   | 跑华-梅森线/跑华-海德线 | 1887     | Mahoney Bros. | 单端 | 60   |      |
| 18   | 跑华-梅森线/跑华-海德线 | 1961     | Muni          | 单端 | 60   |      |
| 19   | 跑华-梅森线/跑华-海德线 | 1986     | Muni          | 单端 | 60   |      |
| 20   | 跑华-梅森线/跑华-海德线 | 1893     | Carter Bros.  | 单端 | 60   |      |
| 21   | 跑华-梅森线/跑华-海德线 | 1992     | Muni          | 单端 | 60   |      |
| 22   | 跑华-梅森线/跑华-海德线 | 1887     | Mahoney Bros. | 单端 | 60   |      |
| 23   | 跑华-梅森线/跑华-海德线 | 1888     | F&CHRy        | 单端 | 60   |      |
| 24   | 跑华-梅森线/跑华-海德线 | 1887     | Mahoney Bros. | 单端 | 60   |      |
| 25   | 跑华-梅森线/跑华-海德线 | 1888     | F&CHRy        | 单端 | 60   |      |
| 26   | 跑华-梅森线/跑华-海德线 | 1888     | F&CHRy        | 单端 | 60   |      |
| 27   | 跑华-梅森线/跑华-海德线 | 1887     | Mahoney Bros. | 单端 | 60   |      |
| 28   | 跑华-梅森线/跑华-海德线 | 1887     | Mahoney Bros. | 单端 | 60   |      |
| 49   | 加利福尼亚街线          | 1992     | Muni          | 双端 | 68   |      |
| 50   | 加利福尼亚街线          | 1910     | Cal Cable     | 双端 | 68   |      |
| 51   | 加利福尼亚街线          | 1906     | Holman        | 双端 | 68   |      |
| 52   | 加利福尼亚街线          | 1996     | Muni          | 双端 | 68   |      |
| 53   | 加利福尼亚街线          | 1906     | Holman        | 双端 | 68   |      |
| 54   | 加利福尼亚街线          | 1906     | Hammond       | 双端 | 68   |      |
| 55   | 加利福尼亚街线          | 1906     | Hammond       | 双端 | 68   |      |
| 56   | 加利福尼亚街线          | 1913     | Cal Cable     | 双端 | 68   |      |
| 57   | 加利福尼亚街线          | 1914     | Cal Cable     | 双端 | 68   |      |
| 58   | 加利福尼亚街线          | 1914     | Cal Cable     | 双端 | 68   |      |
| 59   | 加利福尼亚街线          | 1998     | Muni          | 双端 | 68   |      |
| 60   | 加利福尼亚街线          | 1998     | Muni          | 双端 | 68   |      |

## 外部連結
- Cable Car Museum website （页面存档备份，存于）
- Cable Cars （页面存档备份，存于） Information on the official SFMTA website
- Market Street Railway Cable Car Page （页面存档备份，存于）
- Historic American Engineering Record (HAER) No. CA-12, "San Francisco Cable Railway", 65 photos, 8 measured drawings, 114 data pages, 15 photo caption pages
- (pdf). Photographs. National Park Service.   [May 21, 2012]. （原始内容存档 (PDF)于2016-12-20）.